# Herbert Friedmann
Herbert Friedmann (22 de abril de 1900 - 14 de mayo de 1987) fue un ornitólogo estadounidense. Trabajó en el Instituto Smithsoniano durante más de 30 años. En 1929 se convirtió en miembro del American Ornithological Society y se desempeñó como presidente de esta desde 1937 hasta 1939. Publicó 17 libros y destacó por el estudio de los parásitos de las crías de aves.

## Premios
En 1955, Friedmann recibió la Medalla Daniel Giraud Elliot de la Academia Nacional de Ciencias por su libro, The Honey Guides. Friedmann también fue galardonado con el Premio Leidy por la Academia de Ciencias Naturales de Filadelfia ese mismo año. La Unión de Ornitólogos de los Estados Unidos otorgó el Premio William Brewster Memorial a Friedmann en 1964 por "un cuerpo excepcional de trabajo sobre aves del Hemisferio Occidental".